# Дворецкий, Алексей Евгеньевич
Алексей Евгеньевич Дворецкий (бел. Аляксей Яўгенавіч Дварэцкі; род. 17 декабря 1977, Тесновое, Гомельская область) — белорусский футболист, защитник, тренер.

## Карьера
Стал заниматься футболом в возрасте 7 лет. После окончании 9 классов поступил в Минский государственный профессионально-технический колледж железнодорожного транспорта. Первый профессиональный футбольный клуб у футболиста стал борисовский «Фомальгаут». В 1996 году перешёл в «Звезду-ВА-БГУ», вместе с которой в 1998 году стал победителем «Второй Лиги». В июле 1999 года футболист отправился выступать за польский клуб «Вигры». В июле 2001 года вернулся в «Звезду-ВА-БГУ», вместе с которой стал серебряным призёром Первой Лиги. Дебютировал в Высшей Лиге 12 апреля 2002 года в матче против «Мололечно-2000». Дебютный гол в чемпионате забил 12 июня 2002 года в матче против мозырской «Славии».
В феврале 2004 года футболист перешёл в брестское «Динамо». Дебютировал за клуб 15 апреля 2004 года в матче против могилёвского клуба «Днепр-Трансмаш». Свой дебютный сезон за клуб провёл преимущественно как игрок скамейки запасных, закрепившись в стартовом составе лишь под конец чемпионата. В сезоне 2005 года футболист уже стал одним из ключевых игроков в клубе. Свой дебютный гол забил 23 октября 2005 года в матче против минского «Локомотива». За 3 сезона провёл за клуб порядка 58 матчей во всех турнирах, в которых отличился 2 забитыми голами.
В марте 2007 года футболист перешёл в «Сморгонь». Дебютировал за клуб 15 апреля 2007 года в матче против «Минска». Свои первые сезоны в клубе футболист выступал в Высшей Лиге, однако затем в 2010 году отправился выступать в Первую Лигу. Всего за клуб сыграл в 98 матчах во все турнирах, в которых результативными действиями не отличился. По окончании сезона 2013 года футболист завершил профессиональную карьеру футболиста.

## Тренерская карьера
Сразу же по завершении карьеры футболиста Дворецкий присоединился к тренерскому штабу «Сморгони», а также стал детским тренером в ДЮСШ одноимённого города, став первым детским тренером, который набрал первую в истории школы группу девочек. В феврале 2017 года стал главным тренером клуба. В декабре 2017 года покинул пост главного тренера клуба, вернувшись к должности одного из ассистентов. В августе 2018 года после отставки Николая Васильевича Гергеля стал исполнять обязанности главного тренера клуба. В сезоне 2019 года начинал сезон также в роли главного тренера. В мае 2019 года покинул клуб.
В августе 2019 года белорусский специалист стал работать в Островецком райисполкоме, в котором возглавил сектор спорта и туризма.

## Достижения
«Звезду-ВА-БГУ»
- Победитель Второй Лиги — 1998